# Мишково (Понизовское сельское поселение)
Мишково — урочище в Торопецком районе Тверской области. Административно входит в состав Понизовского сельского поселения.

## Этимология
Название деревни образовано от имени Михаил.

## География
Деревня расположена в юго-восточной части района в 2 км от границы с Андреапольским. Находится на расстоянии примерно 35 км к востоку от города Торопец. Ближайший населённый пункт — деревня Покровское.
Климат
Деревня, как и весь район, относится к умеренному поясу северного полушария и находится в области переходного климата от океанического к материковому. Лето с температурным режимом +15…+20 °С (днём +20…+25 °С), зима умеренно-морозная −10…−15 °С; при вторжении арктических воздушных масс до −30…-40 °С.
Среднегодовая скорость ветра 3,5—4,2 метра в секунду.

## История
На топографической карте Фёдора Шуберта, изданной в 1871 году, деревня не обозначена.
На карте РККА 1923—1941 годов обозначена деревня Мишково. Имела 14 дворов.

## Население
| 2010 |
| ---- |
| 0    |